# Eupithecia rittichi
Eupithecia rittichi là một loài bướm đêm trong họ Geometridae.